# Cosquín Rock 2016
Cosquín Rock 2016 fue la decimosexta edición del festival Cosquín Rock, realizado en Santa María de Punilla, provincia de Córdoba (Argentina).
Contó con cinco escenarios por día: el principal, donde aparecieron las bandas más importantes; el temático, en el cual se presentaron bandas de heavy metal, reggae o rock según el día; el tercer escenario, que cambia de nombre según el día y presenta bandas underground; el escenario alternativo, que combina música con otras presentaciones (como el stand up de Favio Posca en dos oportunidades y la película documental Cosquín Rock XV realizado por Francisco Mostaza); y el espacio Geiser, que cuenta con demás bandas under y la presentación de Catupecu Machu en su formato acústico "Madera Microchip". Además, todos los días se presentó el espectáculo de la agrupación argentina Fuerza Bruta.

## Grilla
| Sábado 6 de febrero    | Sábado 6 de febrero      | Sábado 6 de febrero    | Sábado 6 de febrero   | Sábado 6 de febrero          |
| Escenario Principal    | Escenario Temático Heavy | Hangar Rock de Córdoba | Escenario Alternativo | Espacio Geiser               |
| ---------------------- | ------------------------ | ---------------------- | --------------------- | ---------------------------- |
| Ciro y los Persas      | Malón                    | Nóstica                | La Bomba de Tiempo    | Francisca y los Exploradores |
| La Beriso              | Carajo                   | Trebolares             | Todo Aparenta Normal  | Banda de Turistas            |
| Kapanga                | A.N.I.M.A.L.             | Inside Job             | Favio Posca           | Catupecu Machu               |
| Salta La Banca         | Horcas                   | Los Monkys             | Parte Planeta         | Cállate Mark                 |
| Almafuerte             | Coverheads               | Planeador V            | Perez                 | Olímpica                     |
| The Wailers            | Lethal                   | Modern Monsters        | Bigger                | Fetzet                       |
| Los Pericos            | Plan 4                   | Santa Kim              | Pecado Original       | Nea Agostini                 |
| Las Manos de Filippi   | Pésame                   | Sir Hope               | Cosquín Rock XV       |                              |
| Indios                 | Hammer                   | Segundo Nova           |                       |                              |
| El Plan de la Mariposa | Arraigo                  | Cith                   |                       |                              |
| Otro mambo             | Arpeghy                  | Los Cocaleros          |                       |                              |
|                        | GTX                      | Géminis                |                       |                              |
|                        | El Buen Salvaje          |                        |                       |                              |

| Domingo 7 de febrero     | Domingo 7 de febrero      | Domingo 7 de febrero   | Domingo 7 de febrero  | Domingo 7 de febrero |
| Escenario Principal      | Escenario Temático Reggae | Hangar Rock para Todos | Escenario Alternativo | Espacio Geiser       |
| ------------------------ | ------------------------- | ---------------------- | --------------------- | -------------------- |
| Las pastillas del abuelo | Nonpalidece               | Casiqueva              | Bizarren Miusik Parti | Infierno 18          |
| La Vela Puerca           | Kenyayta Hill             | Barriales              | Sol Pereyra           | Diosque              |
| Guasones                 | Dancing Mood              | Nada Está Mal          | Favio Posca           | Catupecu Machu       |
| Eruca Sativa             | Ponto de Equilíbrio       | Hojas Vacías           | Marilina Bertoldi     | Rayos Laser          |
| Don Osvaldo              | Fidel Nadal               | Madre Negra            | Blazer                | Un                   |
| Ojos Locos               | RonDamon                  | La Viciosa             | Viejos Komodines      | Los Asteroids        |
| Estelares                | Black Dalí                | Triper                 | Jaque Reina           | Armant               |
| Los Echeverría           | El Natty Combo            | El Muro                | Cosquín Rock XV       |                      |
| Barco                    | Riddim                    | Nuda Vida              |                       |                      |
| Octafonic                | Contravos                 | Los Persas             |                       |                      |
| Juan Terrenal            | Los Chantas               | Ojos de Cristal        |                       |                      |
|                          |                           | Cosa de Locos          |                       |                      |
|                          |                           | El Mendigo             |                       |                      |
|                          |                           | Palo Borracho          |                       |                      |
|                          |                           | Vidas Desprolijas      |                       |                      |
|                          |                           | Rey Argento            |                       |                      |

| Lunes 8 de febrero  | Lunes 8 de febrero      | Lunes 8 de febrero      | Lunes 8 de febrero     | Lunes 8 de febrero    |
| Escenario Principal | Escenario Temático Rock | Hangar Heavy para Todos | Escenario Alternativo  | Espacio Geiser        |
| ------------------- | ----------------------- | ----------------------- | ---------------------- | --------------------- |
| No Te Va Gustar     | Los Gardelitos          | Sobre todo en Invierno  | Agarrate Catalina      | Sobremesa con el dos  |
| Las Pelotas         | El Bordo                | Torke                   | Científicos del Palo   | Surfistas del sistema |
| Babasónicos         | Cielo Razzo             | Los Ojos de Clarence    | Casciari vs Zambayonny | Catupecu Machu        |
| Bersuit Vergarabat  | Nagual                  | Insobrio                | Sambara                | Zero Kill             |
| Massacre            | Jóvenes Pordioseros     | Emanuel Cárdenas        | Resanta                | Los Nuevos Monstruos  |
| La Que Faltaba      | Villanos                | Arsénica                | Huevo                  | Mauro Conforti        |
| Los Caligaris       | La Mocosa               | Trial X                 | Di Mantra              | Wanna Wanna           |
| La Triple Nelson    | Andando Descalzo        | A.P.G.                  | Marionetas Viajeras    |                       |
| Boomerang           | Maldita Suerte          | Narigones               | Vinilico               |                       |
| Cuatro al Hilo      | La Condena de Caín      | Proyecto X              |                        |                       |
| T.N.T               | La Furia de Petruza     | Sin Destino             |                        |                       |
|                     | La Caverna              | Karkaman                |                        |                       |
|                     |                         | Coral                   |                        |                       |
|                     |                         | Gorem                   |                        |                       |
|                     |                         | Violencia               |                        |                       |

| Predecesor: Cosquín Rock 2015 | Cosquín Rock 2016 2016 | Sucesor: Cosquín Rock 2017 |

- Datos: Q24935412